# 逆供与
逆供与（ぎゃくきょうよ、英: back donation）とは、無機化学の用語のひとつで、通常の配位結合とは逆に、錯体の中心金属から配位子へ向かって電子が供与されていること。
遷移金属錯体中の配位子では、spn混成軌道上の電子（孤立電子対やπ電子）が遷移金属の空のd軌道に供与されることで錯体が安定化している。さらに、その錯体の中心金属が非結合性のd電子を持ち、配位子の空のπ*軌道（反結合性の軌道）と重なり合う位置関係にある場合、そのd軌道とπ*軌道で新たな混成軌道がつくられる。その混成により非結合性軌道にあったd電子はエネルギー的により安定な状態になり、配位子-金属間の結合がさらに強くなる。この現象を逆供与と呼ぶ。
逆供与による安定化を起こす配位子としては一酸化炭素などが挙げられる。下図のように、一酸化炭素が配位したカルボニル錯体上では、炭素上で孤立電子対が入っているn軌道が金属の空軌道と相互作用する供与（下図左）と、金属上で孤立電子対が入っているd軌道が一酸化炭素の空のπ*軌道と相互作用する逆供与（下図右）が起こっており、錯体の安定化に寄与している。

アルケン錯体も、下図のような供与（左）と逆供与（右）により安定化している。